# Vassilis Tsitsanis
Vassilis Tsitsanis (Βασίλης Τσιτσάνης Trikala, 18 de janeiro de 1915 – Londres, 18 de janeiro de 1984) foi um cantor e compositor grego que tocava o bouzouki. Tornou-se um dos maiores compositores gregos de seu tempo e é amplamente reconhecido como um dos fundadores do estilo musical denominado rebético. Escreveu mais de quinhentas canções e ainda é lembrado como um dos maiores músicos gregos.

## Biografia
Tsitsanis nasceu em Trikala em 18 de janeiro de 1915. Desde muito jovem, Tsitsanis desenvolveu grande interesse na música e aprendeu a tocar bandolim, violino e o bouzouki, que foi o principal instrumento de suas canções. Em 1936 partiu para Atenas para estudar Direito e em 1937 fez sua primeira gravação.
Em 1937 mudou-se para Salônica, onde prestou o serviço militar, permanecendo na cidade por dez anos, durante a ocupação alemã da Grécia. Tornou-se famoso e, nesse período, escreveu muitas de suas melhores canções, as quais, ao final da II Guerra Mundial, seriam gravadas. Até o fechamento da gravadora pelos alemães em 1941, ele já havia gravado mais de 100 das suas próprias composições e tocado em muitas gravações de outros compositores.
Em 1943, Tsitsanis retornou a Atenas e começou a gravar muitas de suas próprias composições que tornaram famosos muitos dos que trabalharam com ele, como Sotiría Béllou (Σωτηρία Μπέλου), Marika Ninou (Μαρίκα Νίνου) e Pródromos Tsaousákis (Πρόδρομος Τσαουσάκης).
Tsitsanis morreu no Royal Brompton Hospital em Londres após uma operação no pulmão, em 18 de janeiro de 1984, no dia de seu sexagésimo nono aniversário. Toda a Grécia entrou em luto, onde sua música ainda é tida como a lenda do rebético.